# Brielkapel

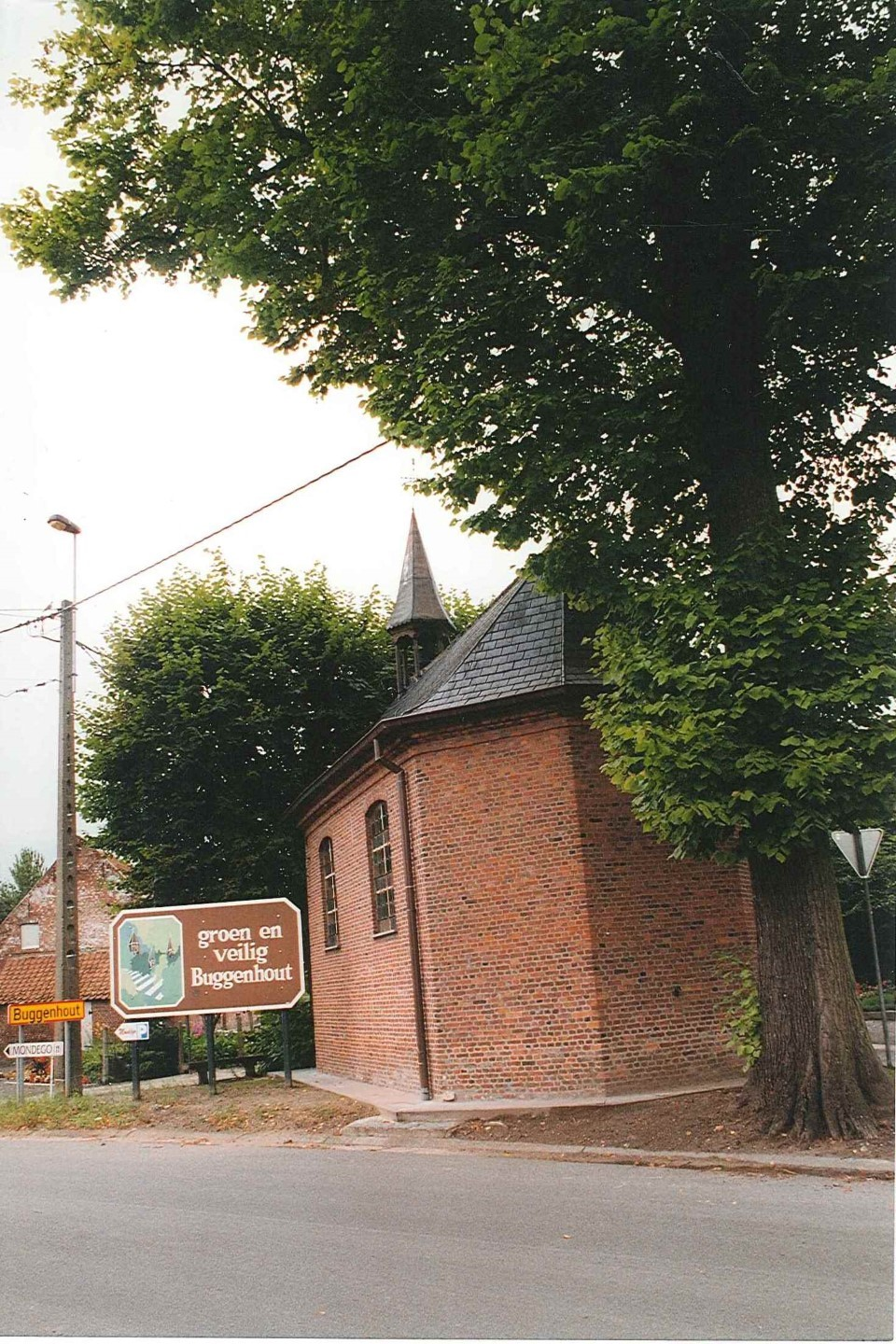
Brielkapel

De Brielkapel is een kapel in de tot de Oost-Vlaamse gemeente Buggenhout behorende plaats Briel, gelegen aan de Brielstraat.

## Geschiedenis
De geschiedenis van de kapel zou al ver teruggaan, tot vóór de invallen van de Vikingen. Toen zou er een houten kerkje hebben gestaan dat in de 9e eeuw zou zijn verwoest door de Vikingen en daarna nog een aantal malen verwoest en herbouwd. Omstreeks 1672 zou de kapel voor het laatst verwoest zijn en in 1690 werd er geen kapel vermeld op deze plaats. De huidige kapel is van begin 18e eeuw. Later werden regelmatig nog restauratie- en onderhoudswerken uitgevoerd.

## Gebouw
De kapel, gewijd aan Onze-Lieve-Vrouw van Bijstand, is gesitueerd nabij de Schelde, op de provinciegrens van Oost-Vlaanderen en Antwerpen ofwel, voorheen, het Graafschap Vlaanderen en het Hertogdom Brabant. De kapel, op rechthoekige plattegrond, heeft een driezijdig afgesloten koor en een dakruitertje boven de voorgevel.

## Interieur
De kapel wordt overkluisd door een kruisribgewelf en bezit een portiekaltaar uit het begin van de 18e eeuw. Verder is er een bekleed 17e-eeuws Mariabeeld in gepolychromeerd hout, vermoedelijk afkomstig van de Abdij van Affligem. Verder is er een 18e-eeuws kruisbeeld en zijn er twee credenstafels van ongeveer 1750.